# Musza Hiramanovics Manarov
Musza Hiramanovics Manarov (oroszul: Муса Хираманович Манаров) (Azerbajdzsán, Baku/Lakec, 1951. március 22. –)  szovjet űrhajós. A Szovjetunió 63. űrpilótája.

## Életpálya
1974-ben a moszkvai Repülési Intézeten szerzett mérnöki diplomát (repülő-rádióelektronika). 1974-1978 között mérnökként dolgozott különféle űrjárművek előkészületeinél, műszaki próbáinak ellenőrzésénél. 1978. december 1-től részesült űrhajóskiképzésben. Összesen 541 napot és 28 percet töltött a világűrben. A világűrben 7 alkalommal végzett szerelést, összesen 34 óra és 23 percben. 1990-től a kutatóűrhajósok oktatója, a parancsnok politikai munkatársa. 1992-1995 között az МКОМ általános igazgatója. Űrhajós pályafutását 1992. július 23-án fejezte be. 2007-ben az orosz Parlamentbe választották.

## Űrrepülések
- Szojuz TM–4 űrrepülés fedélzeti mérnöke. A Szojuz TM–6 mentőűrhajó fedélzetén tért vissza a Földre. Megváltoztatta a világűrben tartózkodás világcsúcsát.
- Szojuz TM–11 űrrepülés fedélzeti mérnöke.

Bélyegen is megörökítették az űrrepülését.

### Tartalék személyzet
Szojuz TM–10 fedélzeti mérnöke.

## Kitüntetések
Megkapta a Szovjetunió Hőse kitüntetést és a Lenin-rendet.